# Elezioni regionali in Liguria del 2015
Le elezioni regionali italiane del 2015 in Liguria si sono tenute il 31 maggio per eleggere il Consiglio regionale (le cui dimensioni sono state ridotte da 40 a 31 seggi) e il Presidente della giunta regionale, contestualmente alle altre 6 regioni chiamate al voto.
La coalizione del centro-destra guidata dal candidato presidente Giovanni Toti ha vinto le elezioni con il 34,45 % dei voti. Con il 50,68% di partecipazione sono state le seconde elezioni regionali in Liguria con la più bassa affluenza mai registrata.

## Candidati alla presidenza
I candidati alla presidenza, con le rispettive liste a sostegno - così come depositate in Corte d'Appello alla scadenza di legge delle ore 12 del 2 maggio sono (in ordine alfabetico):
- Mirella Batini, sostenuta da Fratellanza Donne;
- Antonio Bruno, sostenuto da L'Altra Liguria;
- Enrico Musso, sostenuto dalla lista civica di centrodestra Liguria Libera;
- Raffaella Paita, assessore alle Infrastrutture uscente, sostenuta da Partito Democratico, e dalle liste civiche "Liguri per Paita" e "Liguria Cambia";
- Luca Pastorino, deputato e sindaco di Bogliasco fuoriuscito dal Partito Democratico, sostenuto da Rete a Sinistra (lista civica con al suo interno SEL, PRC e PCdI) e Lista Pastorino;
- Matteo Piccardi, sostenuto dal Partito Comunista dei Lavoratori;
- Alice Salvatore, sostenuta dal Movimento 5 Stelle;
- Giovanni Toti, consigliere politico ed europarlamentare di Forza Italia, sostenuto da Forza Italia, Lega Nord, Fratelli d'Italia, Area Popolare, Nuovo PSI e Partito Liberale Italiano.

## Risultati elettorali
|                                                                 | Giovanni Toti (Giovanni Toti Liguria) ✔️ Presidente             | 226 710                                                         | 34,45 | Lega Nord                          | 109 209 | 20,25 | 5  |  |  |
| Forza Italia                                                    | Giovanni Toti (Giovanni Toti Liguria) ✔️ Presidente             | 226 710                                                         | 34,45 | 68 286                             | 12,66   | 3     |    |  |  |
| Fratelli d'Italia - Alleanza Nazionale                          | Giovanni Toti (Giovanni Toti Liguria) ✔️ Presidente             | 226 710                                                         | 34,45 | 16 562                             | 3,07    | 1     |    |  |  |
| Area Popolare Liguria                                           | Giovanni Toti (Giovanni Toti Liguria) ✔️ Presidente             | 226 710                                                         | 34,45 | 9 269                              | 1,72    | –     |    |  |  |
| Seggi assegnati alla lista regionale                            | Seggi assegnati alla lista regionale                            | Seggi assegnati alla lista regionale                            | 34,45 | 7                                  |         |       |    |  |  |
|                                                                 | Raffaella Paita (Lella Paita Presidente)                        | 183 272                                                         | 27,85 | Partito Democratico                | 138 257 | 25,64 | 7  |  |  |
| Liguri per Paita                                                | Raffaella Paita (Lella Paita Presidente)                        | 183 272                                                         | 27,85 | 17 060                             | 3,16    | –     |    |  |  |
| Liguria Cambia                                                  | Raffaella Paita (Lella Paita Presidente)                        | 183 272                                                         | 27,85 | 8 330                              | 1,54    | –     |    |  |  |
| Seggio assegnato al candidato presidente classificatosi secondo | Seggio assegnato al candidato presidente classificatosi secondo | Seggio assegnato al candidato presidente classificatosi secondo | 27,85 | 1                                  |         |       |    |  |  |
|                                                                 | Alice Salvatore                                                 | 163 527                                                         | 24,85 | Movimento 5 Stelle                 | 120 219 | 22,29 | 6  |  |  |
|                                                                 | Luca Pastorino                                                  | 61 988                                                          | 9,42  | Rete a Sinistra (SEL - PRC - PCdI) | 22 093  | 4,10  | 1  |  |  |
| Lista Pastorino                                                 | Luca Pastorino                                                  | 61 988                                                          | 9,42  | 13 500                             | 2,50    | –     |    |  |  |
|                                                                 | Enrico Musso                                                    | 10 667                                                          | 1,62  | Liguria Libera                     | 8 408   | 1,56  | –  |  |  |
|                                                                 | Matteo Piccardi                                                 | 5 136                                                           | 0,78  | Partito Comunista dei Lavoratori   | 3 036   | 0,56  | –  |  |  |
|                                                                 | Antonio Bruno                                                   | 4 855                                                           | 0,74  | L'Altra Liguria                    | 3 937   | 0,73  | –  |  |  |
|                                                                 | Mirella Batini                                                  | 2 016                                                           | 0,31  | Fratellanza Donne                  | 1 084   | 0,20  | –  |  |  |
| Totale                                                          | Totale                                                          | 658 171                                                         | 100   |                                    | 539 250 | 100   | 31 |  |  |
|                                                                 |                                                                 |                                                                 |       |                                    |         |       |    |  |  |
| Schede bianche                                                  | Schede bianche                                                  | 7 010                                                           | 1,02  |                                    |         |       |    |  |  |
| Schede nulle                                                    | Schede nulle                                                    | 22 833                                                          | 3,32  |                                    |         |       |    |  |  |
| Votanti                                                         | Votanti                                                         | 688 014                                                         | 50,68 |                                    |         |       |    |  |  |
| Elettori                                                        | Elettori                                                        | 1 357 540                                                       |       |                                    |         |       |    |  |  |

## Consiglieri eletti
| Collegio  | Lista                                      | Eletto                      | Preferenze |
| --------- | ------------------------------------------ | --------------------------- | ---------- |
| Liguria   | Forza Italia (Presidente eletto)           | Giovanni Toti               |            |
| Liguria   | Lega Nord                                  | Sonia Viale                 |            |
| Liguria   | Fratelli d'Italia - Alleanza Nazionale     | Giovanni Berrino            |            |
| Liguria   | Forza Italia                               | Giacomo Raul Giampedrone    |            |
| Liguria   | Lega Nord                                  | Stefania Pucciarelli        |            |
| Liguria   | Area Popolare                              | Andrea Costa                |            |
| Liguria   | Forza Italia                               | Ilaria Cavo                 |            |
| Liguria   | Partito Democratico (Seconda classificata) | Raffaella Paita             |            |
| Genova    | Lega Nord                                  | Edoardo Rixi                | 11.347     |
| Genova    | Lega Nord                                  | Francesco Bruzzone          | 4.230      |
| Genova    | Forza Italia                               | Claudio Muzio               | 3.066      |
| Genova    | Fratelli d'Italia - Alleanza Nazionale     | Matteo Rosso                | 3.713      |
| Genova    | Movimento 5 Stelle                         | Alice Salvatore             | 17.141     |
| Genova    | Movimento 5 Stelle                         | Fabio Tosi                  | 963        |
| Genova    | Movimento 5 Stelle                         | Marco De Ferrari            | 643        |
| Genova    | Movimento 5 Stelle                         | Gabriele Pisani             | 578        |
| Genova    | Partito Democratico                        | Sergio Rossetti             | 4.680      |
| Genova    | Partito Democratico                        | Valter Giuseppe Ferrando    | 3.138      |
| Genova    | Partito Democratico                        | Luca Garibaldi              | 2.657      |
| Genova    | Partito Democratico                        | Giovanni Lunardon           | 2.532      |
| Genova    | Rete a Sinistra                            | Giovanni Battista Pastorino | 1.934      |
| La Spezia | Partito Democratico                        | Juri Michelucci             | 3.793      |
| La Spezia | Lega Nord                                  | Giovanni De Paoli           | 408        |
| La Spezia | Movimento 5 Stelle                         | Francesco Battistini        | 1.122      |
| Savona    | Lega Nord                                  | Stefano Mai                 | 2.226      |
| Savona    | Forza Italia                               | Angelo Vaccarezza           | 4.506      |
| Savona    | Partito Democratico                        | Luigi De Vincenzi           | 5.983      |
| Savona    | Movimento 5 Stelle                         | Andrea Melis                | 956        |
| Imperia   | Lega Nord                                  | Alessandro Piana            | 2.191      |
| Imperia   | Forza Italia                               | Marco Scajola               | 4.192      |
| Imperia   | Partito Democratico                        | Giovanni Barbagallo         | 3.044      |